# مرحلة الرشد الناشئ والمرحلة الباكرة من الرشد
الرشد الناشئ مرحلة في حياة الإنسان بين المراهقة واكتمال الرشد تضم مرحلة المراهقة المتأخرة والمرحلة الباكرة من الرشد، قدمها جيفري آرنيت عام 2000 في مقال له نشر في مجلة «أميركان سايكولوجست». تصف المرحلة بشكل أساسي الأشخاص الذين يعيشون في الدول المتطورة، ولكنها تظهر أيضًا عند الشبان في الأسر المتحضرة الغنية في دول العالم الجنوبي. يصف المصطلح البالغين الشباب الذين لم ينجبوا أطفالًا بعد ولم يستقلّوا في سكنهم الخاص ولا يملكون واردًا ماليًا كافيًا ليستقلوا بشكل كامل. يقترح آرنيت أن مرحلة الرشد الناشئ فترة واضحة بين 18 و29 عامًا، يصبح المراهقون خلالها أكثر استقلالًا ويستكشفون الإمكانيات المختلفة التي تقدمها الحياة. يجادل آرنيت أن هذه الفترة التطورية يمكن عزلها عن المراهقة والمرحلة الباكرة من الرشد. تشكل مرحلة الرشد الناشئ ديموغرافيا جديدة متغيرة بشكل مثير للجدل ويعتقد البعض أن الناس في فترة العشرينيات يعانون دائمًا مع قضايا «استكشاف الهوية وعدم الاستقرار والتركيز على الذات والشعور أنهم بين مرحلتين» سمّى آرنيت المرحلة بأنها «دور اللا دور» لأن الشباب فيها يقومون بأنشطة متنوعة بشكل واسع دون أن يتقيدوا بأي من «متطلبات الدور». النظرية التطورية جدلية بشكل كبير في ميدان علم النفس التطوري، وعلماء النفس التطوريين يجادلون في صحة نظريات آرنيت وأساليبه.

## تمييزها عن الرشد المبكر والمراهقة

### المصطلحات
صاغ الأستاذ في علم النفس جيفري آرنيت مصطلح الرشد الناشئ، وعرفت مصطلحات متنوعة مثل «الشباب في المرحلة الانتقالية» و«الرشد المؤخر» و«المراهقة المطولة» و«الشباب بين المراهقة والرشد» و«السنوات البينيّة» لوصف هذه المرحلة. ومن بين هذه المصطلحات المتنوعة شاع مصطلح الرشد الناشئ بين علماء الاجتماع والنفس والوكالات الحكومية لوصف الفترة بين المراهقة والمرحلة الباكرة من الرشد.
مقارنةً بالمصطلحات الأخرى التي توحي أن هذه المرحلة العمرية مجرد «هتاف أخير» لمرحلة المراهقة، فإن مصطلح الرشد الناشئ يدرك تفرّد هذه المرحلة العمرية. من الملائم الآن تعريف المراهقة على أنها الفترة بين 12-18 سنة. يعود ذلك إلى أن الأفراد في هذه الفئة العمرية في الولايات المتحدة يعيشون مع آبائهم ويمرون بالتغيرات الخاصة بمرحلة البلوغ ويذهبون إلى المدرسة المتوسطة والثانوية وينخرطون في ثقافة الأقران في المدرسة. كل الصفات السابقة ليست معيارية بعد سن 18 عامًا، ولهذا لا يمكن تسمية الراشدين الشباب «مراهقين» أو«مراهقين متأخرين».  في الولايات المتحدة يبلغ سن الرشد القانوني 18 عامًا وهو السن الذي يصبح عنده الفرد قادرًا على الإدلاء بصوته بشكل قانوني ويمنح المواطن حقوقه الكاملة بإتمام سن 21.
يقترح مصطلح الرشد الباكر وفقًا لآرنيت، أن الفرد قد بلغ الرشد بالفعل، ولكن معظم الناس في مرحلة الرشد الناشئ يرون أنهم تجاوزوا فترة المراهقة دون أن يصلوا الرشد بشكل كامل. في الماضي، كانت المعالم البارزة في الحياة كإتمام الثانوية وإيجاد العمل والزواج تسم بوضوح دخول سن الرشد، ولكن في الدول الحديثة بعد العصر الصناعي، ومع انتشار الوظائف التي تتطلب شهادة جامعية، وتأخر سن الزواج، تطاولت الفترة بين نهاية المراهقة وخوض هذه المعالم، وتأخر السن الذي يصل فيه الكثير من الشبان إلى الرشد بشكل كامل. يرى آرنيت أنه إذا كانت المرحلة بين 18-29 تعتبر المرحلة الباكرة من الرشد، فمن الصعب وضع مصطلح ملائم لوصف فترة الثلاثينيات. في سن الرشد الناشئ يكون الشبان مازالوا في مرحلة التحصيل العلمي وغير متزوجين ولم ينجبوا. بحلول الثلاثين، معظمهم يرى أنه راشد، مستندين على الاعتقاد أنهم شكلوا «صفات شخصية متفردة» كالمسؤولية الذاتية والاستقلال المادي والاستقلال في اتخاذ القرارات . يقترح آرنيت أن الكثير من المميزات الفردية المرافقة للرشد ترتبط بالمسؤوليات المتعلقة بالمهنة والزواج والإنجاب ولكنها لا تعتمد على هذه المسؤوليات.

### استكشاف الهوية
إحدى أهم مميزات الرشد الناشئ أنه فترة تسمح بالاستكشاف في الحب والعمل والآراء حول العالم أكثر من أي عمر آخر. تظهر عملية تكوين الهوية في المراهقة ولكن معظمها يحدث في الرشد الناشئ. أما فيما يتعلق بالحب، فعلى الرغم من أن المراهقين في الولايات المتحدة يباشرون المواعدة بين 12-14 عامًا، فهم يرون هذه التجارب ترفيهًا. في المرحلة الباكرة من الرشد يصبح تكوين الهوية في الحب أمرًا أكثر جدية. في سن الرشد الناشئ، يتخذ الأفراد من هويتهم المتشكلة نقطة مرجعية لاختيار شريك مدى الحياة، فيستكشفون العاطفة والجنس مع تراجع السيطرة الأبوية. تحدث المواعدة عند المراهقين في الولايات المتحدة في التجمعات كالحفلات والرقص ومشاركة التجارب الجنسية، في المرحلة الباكرة من الرشد تستمر العلاقات مدة أطول وتنطوي على علاقة جنسية أكثر استمرارية بالإضافة إلى المعاشرة.
فيما يتعلق بالعمل، معظم المراهقين الذين يعملون في الولايات المتحدة يرون وظائفهم وسيلة لكسب المال لصرفه في أنشطة ترفيهية وليست تحضيرًا لمهنة مستقبلية. وعلى العكس، بين 18 و29 عامًا أي في سن الرشد الناشئ، يرى الأفراد عملهم وسيلة لاكتساب المعارف والمهارات للتهيؤ لحياتهم المهنية في المستقبل. نظرًا لإمكانية اختبار تجارب عمل مختلفة في مرحلة الرشد الناشئ، يتمكن الأفراد من التعرف على الأعمال التي يبرعون بها وتلك التي يرغبون بالسعي فيها لبقية حياتهم. التغيرات في الآراء حول العالم قسم رئيسي من التطور المعرفي خلال هذه المرحلة.
الناس الذين يختارون ارتياد الجامعة في فترة الرشد الناشئ يدخلونها عادة حاملين التصورات التي نشؤوا عليها في منازلهم وتعلموها في المدرسة في مرحلتي الطفولة والمراهقة. ولكنهم في هذه المرحلة وبدخولهم الجامعة يتعرضون للآراء المختلفة ويتبنون في النهاية نظرة تتميز عن النظرة التي دخلوا نشؤوا عليها.

### الفروق الفردية
عندما يسأل الأمريكيون بين 18 و25 عامًا عما إذا كانوا يعتقدون أنهم بلغوا الرشد، لا يجيب معظمهم «لا» أو «نعم»، وإنما تكون إجاباتهم: «في بعض الجوانب بلى، في بعضها لا». يتضح من هذه الحيرة أن معظم الأفراد في فترة الرشد الناشئ في الولايات المتحدة يرون أنهم أتموا المراهقة ولما يدخلوا سن الرشد.
أظهر عدد من الدراسات أنه بما يتعلق بالأفراد في أواخر عقدهم الثاني وأوائل الثالث في الولايات المتحدة، فإن الصفات الديموغرافية كإتمام التعليم والعمل والزواج والأبوة ليست المعايير التي تحدد بلوغهم سن الرشد. المعايير التي تحدد بلوغ سن الرشد هي صفات شخصية كالقدرة على اتخاذ قرارات مستقلة وتحمل المسؤولية الذاتية. يختبر الأفراد هذه الصفات الشخصية في الولايات المتحدة بين منتصف إلى أواخر العشرينيات، وهذا يؤكد أن الرشد الناشئ يختلف باختلاف الأفراد.

### لماذا تعد مرحلة الرشد الناشئ مرحلة مميزة ديموغرافيًا؟
مرحلة الرشد الناشئ هي الفترة الوحيدة التي لا يوجد فيها أي عامل ثابت من الناحية الديموغرافية. حاليًا، يعيش أكثر من 95% من المراهقين حتى سن 20 في الولايات المتحدة في المنزل مع أحد الوالدين على الأقل، 98% منهم ليسوا متزوجين، وأقل من 10% منهم أنجبوا أولادًا، أكثر من 95 % منهم يذهبون إلى المدرسة. وبالمثل، يتميز الأفراد في الثلاثينات من العمر بمعايير ديموغرافية: 75% منهم متزوجون، و75% منهم أنجبوا أولادًا، وأقل من 10% يذهبون إلى المدرسة. تُميز حالة السكن والدراسة مرحلة الرشد الناشئ من الناحية الديموغرافية. فيما يتعلق بالسكن، يعيش الشباب في مرحلة الرشد الناشئ في الولايات المتحدة في أوضاع معيشية متباينة للغاية. يذهب نحو ثلث هؤلاء إلى الجامعة ويقضون بضع سنوات من العيش المستقل يكونون فيها معتمدين جزئيًا على البالغين.
وبالمقابل، لا يذهب 40% منهم إلى الجامعة ويعيشون بشكل مستقل ويعملون بدوام كامل. يعيش نحو ثلثي الشباب في هذه المرحلة في الولايات المتحدة مع شريك رومانسي.
فيما يتعلق بالدراسة، هناك تنوع كبير في المسارات الدراسية عند هذه الفئة، أكثر من 60% من الشبان يلتحقون بالجامعة بعد سنة من إتمام الدراسة الثانوية. ومع هذا، فإن السنوات التي تتلو الدراسة الجامعية تتباين كثيرًا. نحو 32% فقط من الشبان بين 25 و29 سنة يكونون قد أتموا سنوات الدراسة الأربع أو أكثر. 